# 中國—馬爾代夫關係
中國—馬爾代夫關係指的是中國和馬爾代夫之間的外交關係。兩國於1972年10月14日建交，中國在馬累有一大使館，馬爾代夫於2009年在北京開設了大使館。2014年9月，兩國關係提升為全面友好合作伙伴关系。2024年1月10日，两国关系提升为全面战略合作伙伴关系。

## 高層互訪
中國：中共中央總書記/國家主席習近平、全國人大常委會委員長吳邦國、全國人大常委會副委員長陳慕華、陳至立、沈跃跃、全國政協主席李瑞環、全國政協副主席陳曉光、中共中央政治局常委李長春、中共中央紀律檢查委員會書記吳官正、國務院總理朱鎔基、副總理黃華、錢其琛、吳儀、外交部長李肇星、王毅、文化和旅遊部部長雒樹剛、國家國際發展合作署署長王曉濤。
馬爾地夫：總統加堯姆、納希德、瓦希德、亞明、副總統賈米爾、阿迪布、國會議長哈米德、阿卜杜拉·沙希德、馬斯赫、外交部長阿西姆。

## 經貿關係
2022年，中馬雙邊貿易額4.5135億美元，同比增長10.1%。其中中國出口約4.5129億美元，同比增長11.3%，進口6萬美元，同比下降98.7%。中國對馬出口商品主要包括建材、機械設備、交通工具、通信設備、家具、箱包、紡織品等，從馬爾代夫進口商品主要為水產品。
中馬兩國於基礎設施建設領域亦有合作。2016年4月，馬累國際機場（現名韋拉納國際機場）改擴建項目正式動工，截至2022年10月，已完成新跑道和水飛航站樓啟用。2016年，拉姆環礁連接公路項目竣工。2018年8月30日，中馬友誼大橋舉行開通儀式。2020年3月，呼魯馬累二期7000套保障房項目竣工。
2025年1月1日，中国－马尔代夫自由贸易协定正式生效。

## 签证
2023年2月17日，《中华人民共和国政府和马尔代夫共和国政府关于互免签证的协定》正式生效，持有效中国普通护照和旅行证可免签入境马尔代夫30天。

## 對與印度關係的影響
印度政府關注中國對馬爾代夫的影響力增強，包括中國企圖於Marao設立軍事基地。
2024年1月，马尔代夫允许中国科考船向阳红3号在其水域停靠。印度對此表示关切。

## 外部連結
- 中華人民共和國駐馬爾代夫共和國大使館官方網站（简体中文）（英文）
  - 中华人民共和国驻马尔代夫共和国大使馆经贸之窗官方网站（简体中文）
- 馬爾代夫共和國駐中華人民共和國大使館官方網站（简体中文）（英文）